# سلافا تشيركيازا
سلافا تشيركيازا هي بلدة تقع في مقاطعة تولتشيا في دبروجة في رومانيا.